# Grote griel
De grote griel (Esacus recurvirostris) is een vogel die behoort tot de familie van grielen (Burhinidae).

## Beschrijving
De grote griel lijkt sterk op de verwante rifgriel (Esacus magnirostris). Het is een groot soort steltloper die 49 tot 55 cm lang is. Het grote verschil met de rifgriel is de 7 cm lange snavel, waarvan de ondersnavel omhoog gebogen is. Het is net als de andere soorten grielen een nachtdier, maar deze soort kan betrekkelijk vaak ook overdag foeragerend waargenomen worden.

## Voorkomen en leefgebied
Het is een broedvogel in tropisch Zuid-Azië van India, Pakistan, Sri Lanka tot in  Zuidoost-Azië. De grote griel komt voor op grindbanken langs rivieren en grote meren en ook op stranden.

## Status
Hij staat als niet bedreigd op de Rode Lijst van de IUCN.